# جانکارلو یودیکا کوردیا
جانکارلو یودیکا کوردیا (ایتالیایی: Giancarlo Judica Cordiglia؛ زادهٔ ۳۰ سپتامبر ۱۹۷۱) صداپیشه، نویسنده، بازیگر و کارگردان فیلم اهل ایتالیا است.
از جمله آثار او می‌توان به جنایت‌های غیرحرفه‌ای، والس و جالو اشاره کرد.